# Guido Acklin
Pour les articles homonymes, voir Acklin.
Guido Acklin, né le 21 novembre 1969, est un bobeur suisse ayant notamment remporté une médaille aux Jeux olympiques et deux aux championnats du monde.

## Carrière
Guido Acklin participe en bob à deux aux Jeux olympiques d'hiver de 1994 organisés à Lillehammer en Norvège avec Reto Götschi, dans le bob Suisse II. Il termine deuxième, à cinq centièmes du bob Suisse I freiné par son frère Donat Acklin. Guido Acklin remporte également deux médailles aux championnats du monde, aussi avec Götschi : le bronze en 1996, à Calgary au Canada, et l'or en 1997, à Saint-Moritz en Suisse. Il est ensuite sixième en bob à deux aux Jeux olympiques d'hiver de 1998 à Nagano au Japon et sixième en bob à quatre à ceux de 2002 à Salt Lake City aux États-Unis.

## Palmarès

### Jeux olympiques
- Médaille d'argent aux Jeux olympiques d'hiver de 1994 à Lillehammer en Norvège  dans l'épreuve du bob à deux.

### Championnats du monde
- Médaille d'or dans l'épreuve du bob à deux lors des championnats de 1997.
- Médaille de bronze dans l'épreuve du bob à deux lors des championnats de  1996.